# Карнитиновая транспортная система
Карнитиновая транспортная система (также карнитин-ацилтрансферазная система, карнитиновый челнок) — одна из нескольких транспортных систем митохондрий, осуществляющая перенос ацил-СоА, посредством ацилирования карнитина в цитоплазме, через мембраны митохондрий в матрикс (трансмембранный перенос). В состав системы входят несколько ферментов: Карнитинацилтрансферазы (также карнитинпальмитоилтрансферазы, сокр. CPT) и  белок-переносчик — карнитин-ацилкарнитин транслоказа (сокр. CACT) . Данные ферменты относятся к мембранным белкам.

## Структура и механизм переноса

Карнитиновая транспортная система. На схеме представлена структура и механизм переноса жирных кислот в виде ацил-CoA. Свободные жирные кислоты (СЖК) с малой и средней длиной цепи в виде эфиров — ацил-СоА легко диффундируют через мембраны митохондрий, однако, большинство таких жирных кислот имеет длинную углеводородную цепь, которая не позволяет свободно пройти через них. Для этого необходим переносчик, которым служит карнитин — 1. На поверхности внешней мембраны митохондрии имеется фермент, ацилирующий свободный карнитин до ацилкарнитина (карнитин-COR) 2 — карнитин-пальмитоилтрансфераза I (CPT1), который диффундирует через внешнюю мембрану и проникает в межмембранное пространство. Внутренняя мембрана митохондрий непроницаема для ацилкарнитина, для того, чтобы пройти через неё существует карнитин-ацилкарнитинтранслоказа (CACT), которая позволяет осуществить транспортировку его в матрикс. Далее ацилкарнитин подвергается обратному процессу — расщеплению под действием фермента карнитин-пальмитоилтрансфераза II (CPT2) и кофремента А на свободный карнитин и ацил-CoA, поступающий на β-окисление. Свободный карнитин 1 переносится той же транслоказой через внутреннюю мембрану в межмембранное пространство митохондрии и далее диффундирует в цитоплазму.

Активированные жирные кислоты с малой и средней длиной углеводородной цепи могут легко проникать через двойную мембрану митохондрий, но большинство жирных кислот имеют длинную цепь, которая мешает проникновению этих кислот во внутрь. Для этого переноса у митохондрий имеется система, позволяющая транспортировать такие жирные кислоты сквозь мембраны, посредством карнитинового челнока. Жирные кислоты в виде ацил-СоА становятся транспортабельными в цитоплазме клеток только после взаимодействия с карнитином. Механизм реакции представляет собой перенос ацильной группы (COR) от молекулы ацил-CoA на субстрат — карнитин. Реакцию катализирует фермент карнитин-пальмитоилтрансфераза I (CPT1). Образовавшийся ацилкарнитин диффундирует через внешнюю мембрану в межмембранное пространство митохондрии к внутренней мембране. Внутренняя мембрана не проницаема для ацилкарнитина и, поэтому он транспортируется посредством белка-переносчика — карнитин-ацилкарнитинтранслоказы (CACT), который насквозь пронизывает внутреннюю мембрану митохондрий (является трансмембранным белком). Данный фермент осуществляет перенос ацилкарнитина путём облегчённой диффузии в матрикс. Далее ацилкарнитин под действием кофермента А (CoA-SH) и фермента карнитин-пальмитоилтрансферазы II (CPT2) (располагается на внутренней стороне внутренней мембраны) расщепляется на карнитин и ацил-CoA, который подвергаются в дальнейшем β-окислению. Карнитин с помощью той же транслоказы переносится в межмембранное пространство и свободно диффундирует в цитоплазму, где снова ацилируется. Уравнения реакций переноса ацил-CoA в матрикс посредством карнитинового челнока выглядит следующим образом:
R-CO~SCoA + карнитин ↔ карнитин-COR + CoA-SH
и
CoA-SH + карнитин-COR ↔ R-CO~SCoA + карнитин
Первое уравнение характеризует ацилирование карнитина, второе — обратный процесс с образованием ацил-СоА.

## Патология
Патологии карнитиновой транспортной системы связаны с генетическими дефектами компонентов, входящих в её состав. Наиболее распространённым является дефицит карнитин-пальмитоилтрансферазы I.